# Agusta A.103
L'Agusta A.103 est un prototype italien d'hélicoptère léger monoplace dont le premier vol a eu lieu en octobre 1959. Le pilote était entouré d'une bulle de perspex.
L’appareil faisait partie des efforts inventifs et productifs de la société italienne pour se tailler une place sur la scène aéronautique mondiale.